# 东兴镇 (环江县)
东兴镇，是中华人民共和国广西壮族自治区河池市环江毛南族自治县下辖的一个乡镇级行政单位。

## 行政区划
东兴镇下辖以下地区：
东兴社区、为才村、才乐村、加兴村、笃雅村、龙城村、达兴村、久灯村、平安村、标山村和茶山村。